# Бомбардировки Степанакерта (2020)
Бомбардировки Степанакерта (арм. Ստեփանակերտի ռմբակոծություններ) начались 27 сентября 2020 года в ходе Второй карабахской войны. Степанакерт — город фактически контролируемый непризнанной Нагорно-Карабахской Республикой (и являющийся её столицей), расположенный в пределах границ Азербайджана.
На протяжении 6-недельной бомбардировки международные наблюдатели неоднократно подтверждали случаи неизбирательных нападений (не проводящих различий между гражданским населением или объектами и военными целями) азербайджанской стороной. Сообщалось также об использовании кассетных бомб и ракет в жилых районах, что создавало повышенные риски для гражданского населения. Обстрелу подверглись объекты гражданской инфраструктуры, школы, больницы и жилые районы. Азербайджан заявил, что вооружённые силы страны не обстреливают гражданское население и гражданские объекты. Однако как отмечает профессор Ханс Гутброд, полное отрицание президентом Ильхамом Алиевым обстрелов гражданских объектов города, даже в свете очевидных доказательств, указывает на то, что он понимал, что данные действия азербайджанской армии являются преступлением.
Продолжительная бомбардировка вынудила многих жителей бежать, а оставшихся укрыться в переполненных бомбоубежищах, что привело к вспышке пандемии COVID-19 в городе. В ходе бомбардировок 13 жителей были убиты, 51 ранены, а 4258 зданий в городе были повреждены.
Руководство НКР заявило, что в ответ на обстрелы Степанакерта ими были нанесены удары по Гяндже, так как «постоянные военные объекты в крупных городах Азербайджана стали целями армии обороны Республики Арцах».

## Предыстория
Столкновения являются частью карабахского конфликта вокруг спорного Нагорно-Карабахского региона, с этническим армянским большинством. Этот регион де-юре является частью Азербайджана, но де-факто находится под контролем непризнанной Нагорно-Карабахской Республики, которую поддерживает Армения. Регион исторически был в основном населен этническими армянами. В 1921 году решением Кавбюро, принятым на основании телеграммы с указаниями Сталина, Нагорный Карабах был оставлен в составе Советского Азербайджана в качестве автономной области вопреки воле большинства населения, состоящего из этнических армян. Этническое насилие началось в конце 1980-х годов и переросло в полномасштабную войну после распада СССР в 1991 году, когда Нагорный Карабах провел референдум о независимости, проголосовав за выход из состава Азербайджана. Азербайджан не признал независимость Нагорного Карабаха, и война продолжалась до прекращения огня в 1994 году.
Первая карабахская война (1992—1994) привела к перемещению более 500 000 азербайджанских жителей, проживающих на этой территории и в прилегающих районax. Война закончилась прекращением огня в 1994 году, когда НКР контролировала большую часть Нагорно-Карабахского региона, а также прилегающие к нему районы Агдам, Джебраил, Физули, Кельбаджар, Кубадлы, Лачин и Зангилан Азербайджана.
Попытки международного посредничества для создания мирного процесса были инициированы Минской группой ОБСЕ в 1994 году, а прерванные Мадридские принципы были последней версией по урегулированию конфликта. В течение трех десятилетий имели место многочисленные нарушения режима прекращения огня, наиболее серьезными инцидентами до нынешнего конфликта были столкновения в Нагорном Карабахе 2016 года.
Перестрелки произошли на границе между Арменией и Азербайджаном в июле 2020 года.
23 июля 2020 года Армения объявила о начале совместных с Россией учений по системе ПВО и анализа столкновений в июле 2020 года. Неделю спустя Азербайджан провел серию военных учений с 29 июля по 10 августа, а в начале сентября провели дальнейшие учения с участием Турции. Поддержка Азербайджана Турцией рассматривается в контексте ее экспансионистской неоосманской внешней политики, связывая вмешательство Турции с ее политикой в Сирии, Ираке и Восточном Средиземноморье.
До возобновления боевых действий появились сообщения о том, что сотни бойцов Сирийской национальной армии из дивизии Хамза были переведены в Азербайджан с помощью Турции, в то время как турецкие СМИ, близкие к президенту Эрдогану, утверждали, что члены YPG и РПК из Ирака и Сирии были переведены в Нагорный Карабах. Карабах с целью подготовки армянских ополченцев против Азербайджана. Правительства как Азербайджана, так и Армении отвергли обвинения в причастности иностранных наемников.

## Бомбардировки
Обстрелы Степанакерта начались 27 сентября, когда «Азербайджан начал военное наступление, которое привело к эскалации боевых действий между Азербайджаном и Арменией и фактическими властями Нагорного Карабаха». Азербайджанские вооружённые силы атаковали армянские силы в Степанакерте и его окрестностях, в том числе и на двух военных базах, одна из которых, как отмечает Human Rights Watch (HRW), является штаб-квартирой местных формирований. Некоторые строения также были военными объектами, подвергшимися нападению. По данным HRW, на момент изученных ими ударов по городу, здесь не было развёрнуто значительное армянское вооружение.
Международные наблюдатели подтвердили показания о применении кассетных боеприпасов Азербайджаном в жилых районах в Степанакерте и Нагорном Карабахе. В докладах указано, что Азербайджан начал применять ракеты и кассетные бомбы с 27 сентября 2020 года. С 27 сентября 2020 года по 10 октября 2020 года было применено более 180 кассетных боеприпасов. Эксперты определили ракеты «Смерч» советского производства и суббоеприпасы 9Н235 как одну из 72 использованных бомб. Также были идентифицированы кассетные ракеты LAR-160 израильского производства, кассетные боеприпасы M095 DPICM.
В ходе расследования на месте в Нагорном Карабахе в октябре 2020 года организация Human Rights Watch задокументировала четыре инцидента, в которых Азербайджан применил кассетные боеприпасы против гражданских районов Нагорного Карабаха. Следственная группа Human Rights Watch не обнаружила никаких военных объектов в жилых кварталах, где применялись кассетные боеприпасы, и осудила их использование против гражданских населенных пунктов. Стивен Гуз, директор отдела вооружений Human Rights Watch и председатель коалиции по кассетным боеприпасам, заявил, что «продолжающееся использование кассетных боеприпасов — особенно в густонаселенных районах — демонстрирует вопиющее пренебрежение безопасностью гражданского населения» добавив, что «неоднократное применение Азербайджаном кассетных боеприпасов должно быть немедленно прекращено, поскольку их дальнейшее использование будет усиливать опасность для гражданского населения на долгие годы». Следственная группа Human Rights Watch также отметила, что многочисленные гражданские здания и инфраструктуры, такие как детские игровые площадки, бизнес и жилые дома, были серьезно повреждены в результате воздушных обстрелов.
Международные СМИ сообщили о неоднократных неизбирательных обстрелах гражданских объектов в Степанакерте. Французские журналисты AFP сообщали, что «в некоторых частях города происходили регулярные взрывы и были видны клубы черного дыма, поднимающиеся над частями города». Немецкий репортер Bild писал: «Мы каждую ночь проводили в подвале. Непрерывно ревели сирены. Атаки были жестокими», oписывая это как «самый интенсивный из обстрелов гражданского населения, который я когда-либо видел». Российский журналист РБК писал: «Уже четвертый день подряд столица Нагорного Карабаха Степанакерт находится под непрерывным обстрелом. Обстрелы начинаются с самого утра. В центре города нет огневых позиций, удары приходятся по гражданским объектам».

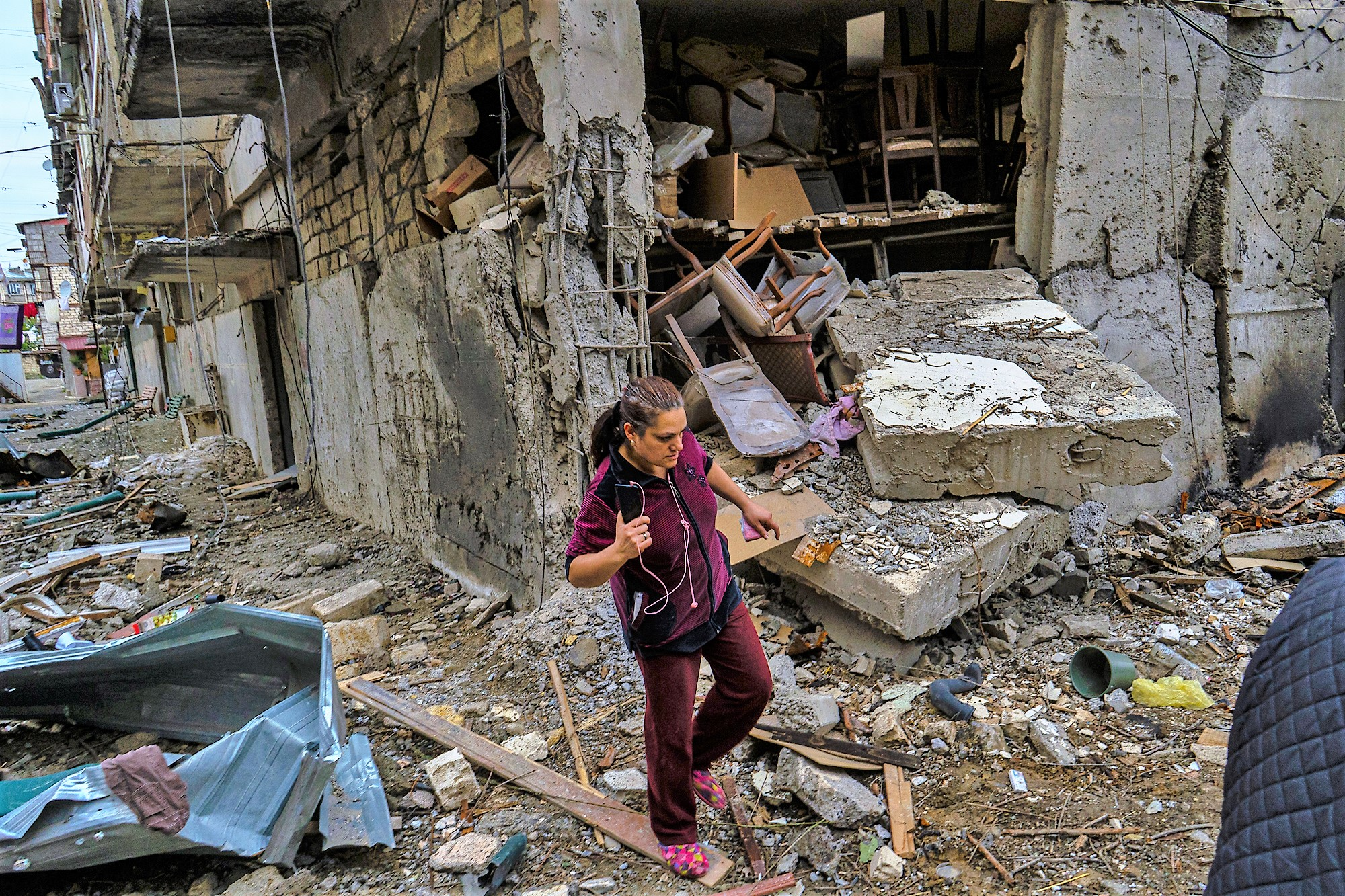
Остатки разрушенного жилого дома

Несколько СМИ сообщили о росте случаев COVID-19 в результате обстрелов и ударов беспилотников со стороны Азербайджана в Степанакерте, где население вынуждено жить в переполненных бункерах, и о трудностях, связанных с тестированием и отслеживанием контактов.

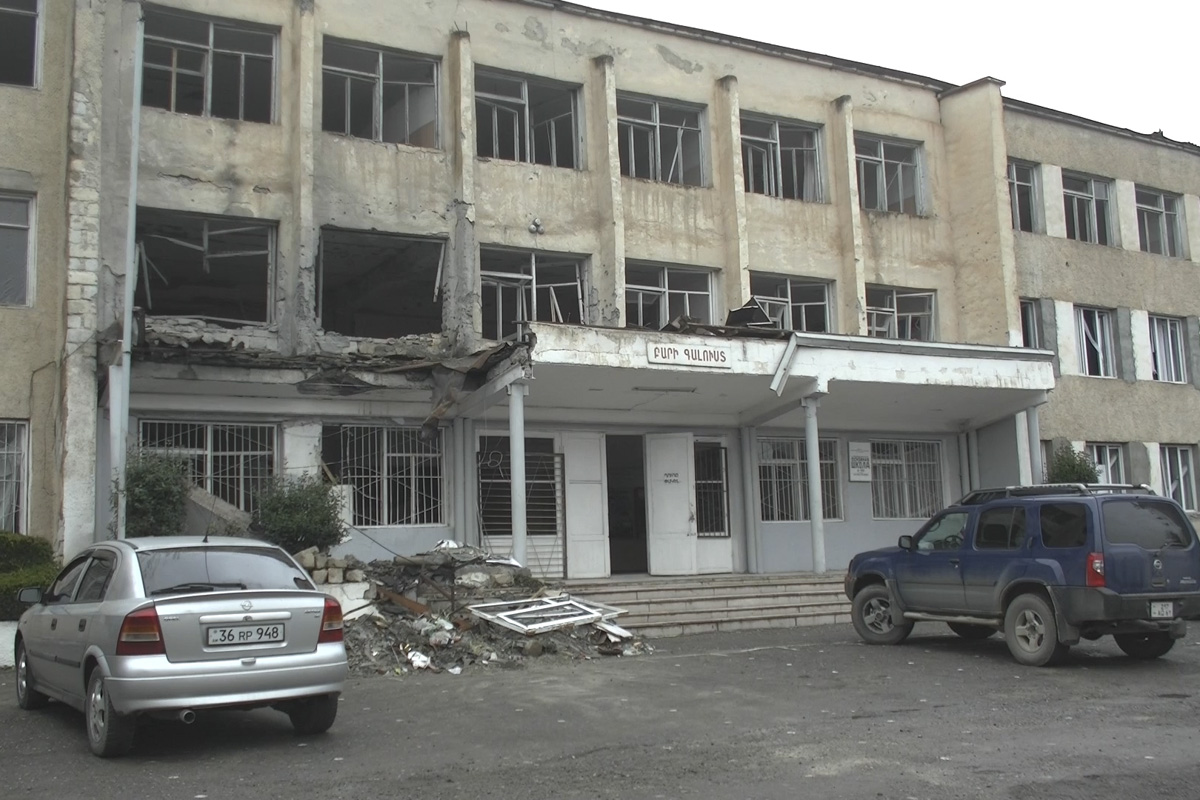
Частично разрушенная средняя школа в Степанакерте

По данным канцелярии президента самопровозглашенной Республики Арцах, 27 сентября в 08:03 азербайджанские вооружённые силы нанесли артиллерийские и авиационные удары по гражданским населенным пунктам, включая столицу Степанакерт. Власти призвали население укрыться в бомбоубежищах. В Степанакерте была включена сирена воздушной тревоги, пострадали более десятка человек (в том числе женщины и дети). Минобороны Азербайджана опровергло эти утверждения.
После чего, по сообщениям армянских СМИ, по улицам города перемещались танки, артиллерия и грузовики с мотопехотой, направлявшиеся на передовую.
Примерно в 14:00 Минобороны Армении заявило, что азербайджанские силы бомбят Степанакерт. В результате было частично разрушено здание МЧС и повреждены машины на стоянке. Под ударом были жилые дома, а также военный госпиталь. Согласно сообщениям, 1 мирный житель был убит и 4 ранены.

По сообщению Единого информационного центра правительства Армении, Степанакерт снова подвергся артобстрелу в субботу утром. По сообщениям корреспондента «Кавказского узла», в 11:00 Азербайджан возобновил обстрел Степанакерта. Жители оставались в убежищах, а для предупреждения населения использовались сирены воздушной тревоги. В течение дня было слышно три взрыва.
Согласно данным HRW, 28 октября азербайджанский артиллерийский удар повредил новое отделение родильного дома, которое ещё не было открыто так как, по словам заместителя заведующего родильным отделением, «больница была переведена в подвал из-за постоянных бомбардировок города». HRW со ссылкой на полученные фотографии и видеоматериалы сообщает, что в здании были выбиты окна. Согласно показаниям персонала, полученным HRW, «десятки пациентов и сотрудников находились в больнице во время обстрела, включая беременных женщин, женщин с кровотечением и другими гинекологическими проблемами, мирных жителей с легкими ранениями и солдат в отделении неотложной помощи», на крыше же больницы не было никаких опознавательных знаков, таких как красный крест.
31 октября Уполномоченный по правам человека самопровозглашенной Республики Арцах, Артак Бегларян, опубликовал видео с разбомбленного Центрального рынка Степанакерта, утверждая, что в нарушение гуманитарного соглашения о прекращении огня, подписанного накануне Азербайджан нанес удар по центральному рынку Степанакерта, призывая международное сообщество действовать, чтобы остановить нападения на гражданское население.
11 декабря 2020 года Human Rights Watch опубликовала исчерпывающий отчет о нарушениях со стороны Азербайджана, в котором также упоминаются удары по Степанакерту с применением кассетных боеприпасов, ракет «Смерч» и «Град», несмотря на то, что не было никаких свидетельств военных действий в этих районах. В сообщении также говорится, что в октябре они поговорили с 19 жителями об атаках и последствиях войны в Степанакерте. Human Rights Watch добавила к докладу заявление, в котором говорится: «Такие атаки являются неизбирательного xарактера и нарушают законы войны, поскольку не проводят различий между гражданским населением или гражданскими объектами и военными целями». По данным Human Rights Watch, использование силами Армении и НКР в Степанакерте военных баз и инфраструктур двойного назначения подвергало гражданское население излишней опасности. Было также указано что хотя объекты двойного назначения являются законными целями, HRW обнаружилo, что азербайджанские силы использовали оружие неизбирательного действия и, по-видимому, совершали несоразмерные нападения предполагающие чрезмерный ущерб гражданскому населению на фоне ожидаемого военного преимущества.
2 февраля 2021 года специальные докладчики УВКПЧ направили Азербайджану письмо, в котором выразили озабоченность в связи с «сообщениями о неизбирательных нападениях на гражданские районы, что привело к повреждению или разрушению школ, церквей и других объектов культурного наследия» и запросили «информацию о шагах, предпринятых для обеспечения соблюдения принципов различия, предосторожности и соразмерности». В письме говорится, что азербайджанские силы нанесли несколько ударов, «которые могут представлять собой бомбардировку», с применением неизбирательного оружия, включая мощные авиабоеприпасы, крупнокалиберную артиллерию, ракеты и кассетные боеприпасы в нескольких районах Степенакерта, включая жилые районы, в результате чего были повреждены гражданские инфраструктуры, включая школы, жилые дома, жилые комплексы и родильное отделение Республиканского медицинского центра, что привело к гибели и ранениям мирных жителей. Объекты двойного назначения, такие как электростанции и газовые станции, а также центральный телекоммуникационный офис, расположенный в жилых районах, также подвергались неизбирательным атакам.